# Papež Sergij I.
Sergij I. je bil rimski škof, (papež) in svetnik Rimskokatoliške cerkve, * 635 Sicilija Bizantinsko cesarstvo) † 8. september 701, Rim, Bizantinsko cesarstvo.

## Življenjepis
Sergija so izvolili za papeža, da bi dokončali tekmovanje med protipapežema Pashalom in Teodorjem. Ko je bil decembra posvečen, je Sergij dokončal zadnjo vprašljivo sedisvakanco med bizantinskim papeštvom. 
Kot pri njegovem predhodniku Martinu I.  je prišlo do spora z bizantinskim cesarjem Justinijanom v zvezi s teološkimi razpravami: on je odklonil potrditev kanonov Quinsext koncila oziroma sinode. Ta koncil oziroma sinodo imenujejo Quinsext = Peti in Šesti, ker je cesar na njem brez posvetovanja s papežem dodajal utemeljene, pa tudi sporne kanone k odlokom Petega in Šestega ekumenskega koncila. Gre torej za dodatke in razlage k Drugemu in Tretjemu carigrajskemu vesoljnemu cerkvenemu zboru. Ta sinoda pa je bolj znana pod imenom Trulanska sinoda. Na njej je hotel cesar utrditi enotnost med vzhodnimi in zahodnimi Cerkvami. 
Med kanoni, ki jih papež ni hotel potrditi, je bila trditev, da je carigrajski patriarh enak rimskemu papežu, da lahko poročeni možje zadržijo žene ko prejmejo mašniško posvečenje, pa tudi zavračanje zahodne prakse posta ob sobotah in podobno. 
Samodržec cesar Justinijan je sicer ukazal, naj ga vojska ujame in privede vklenjenega v Carigrad, kot je pred tem njegov predhodnik Konstans II.Konstans ukazal ujetje papeža Martina I. Razmere pa so se od tedaj močno spremenile in papeštvo je pridobilo na Zahodu večji ugled. Cesarski eksarh v Raveni je cenil novega papeža. Tako so združene ravenske in rimske milice, kakor tudi razkačeno ljudstvo, preprečile cesarski vojski, da bi papeža ujela. Poveljnik se je pred njimi celo zatekel po zaščito k papežu. 

### Določbe
- Papež Sergij je uvedel v mašo petje Agnus Dei (Jagnje božje).
- V bogoslužje je uvedel več Marijinih praznikov: Jezusovo darovanje (Svečnico) , Marijino rojstvo ali Mali šmaren, Gospodovo oznanjenje ali Blagovest in praznik Vnebovzetja. [2]

## Smrt
Po nekaj papežih, ki so bili bolehni in so vladali le malo časa, je Sergij I. preživel več časa na sedežu apostola Petra in je po štirinajstih letih papeževanja umrl  dne  21. septembra 687 v Rimu. 
Pokopan je v cerkvi svetega Petra v Vatikanu. Njegov god je 8. septembra.

### Upodabljanje v umetnosti
Papeža Sergija so radi upodabljali tudi v renesansi. Tukaj so upodobljene njegove sanje, v katerih angel prinaša škofovsko kapo in palico z naročilom, naj to izroči prihajajočemu romarju (zgoraj pa posvetitev istega škofa):
Prizor Sanje papeža Sergija prikazuje čas okoli leta 700 v Rimu, gledano z Angelskega gradu, starodavne ruševine, proti stari cerkvi svetega Petra. Angel se prikaže papežu Sergiju v sanjah in mu naroča, naj imenuje romarja z imenom Hubert  za škofa namesto umorjenega lieškega škofa Lamberta. V ozadju, zunaj stebrišča svetega Petra, papež izroča Hubertu škofovski križ in mitro. Ker ta podoba ne predstavlja najpomembnejših dogodkov iz življenja svetega Huberta, je morala biti ena iz obsežne vrste upodobitev dogodkov iz njegovega življenja.